# Opponitz
Opponitz osztrák község Alsó-Ausztria Amstetteni járásában. 2023 januárjában 890 lakosa volt.

## Elhelyezkedése

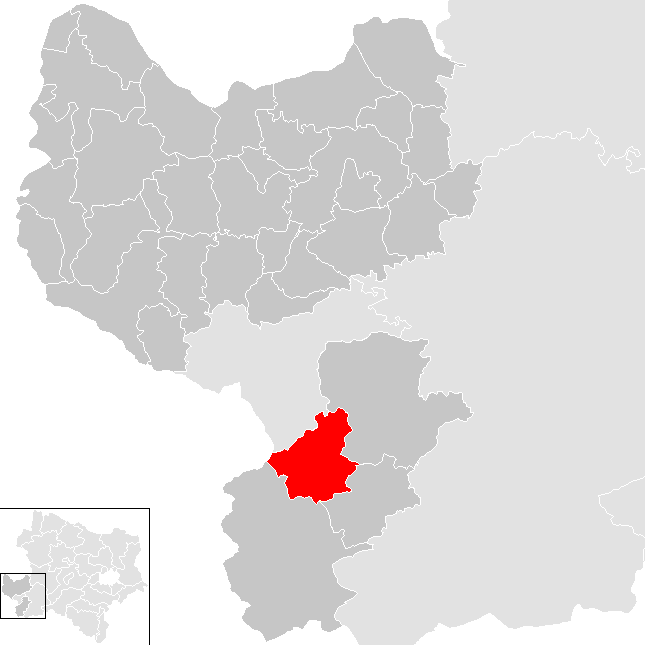
Opponitz az Amstetteni járásban

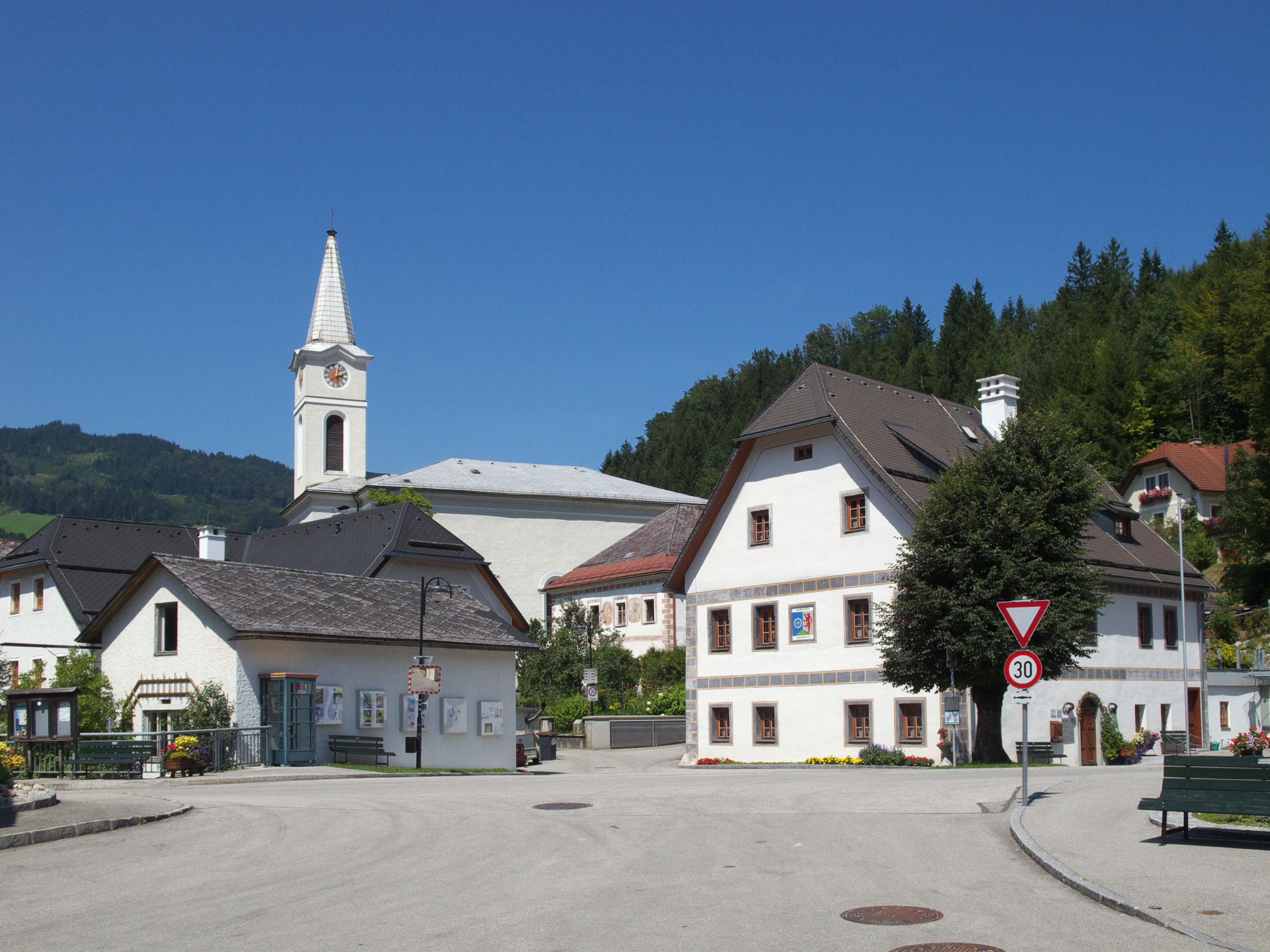
Opponitz központja; háttérben a Szt. Kunigunda-templom tornya

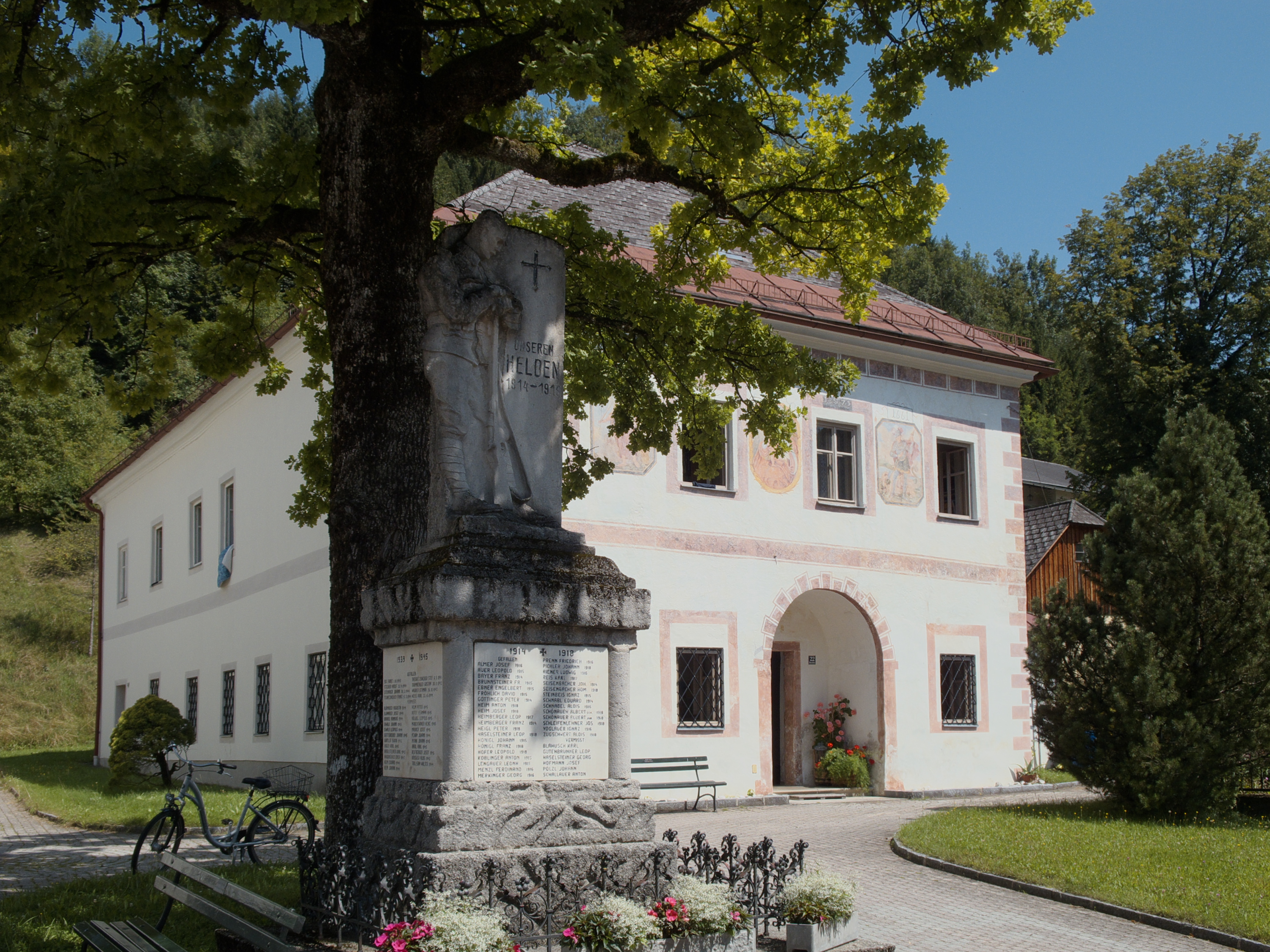
A plébánia és a háborús emlékmű

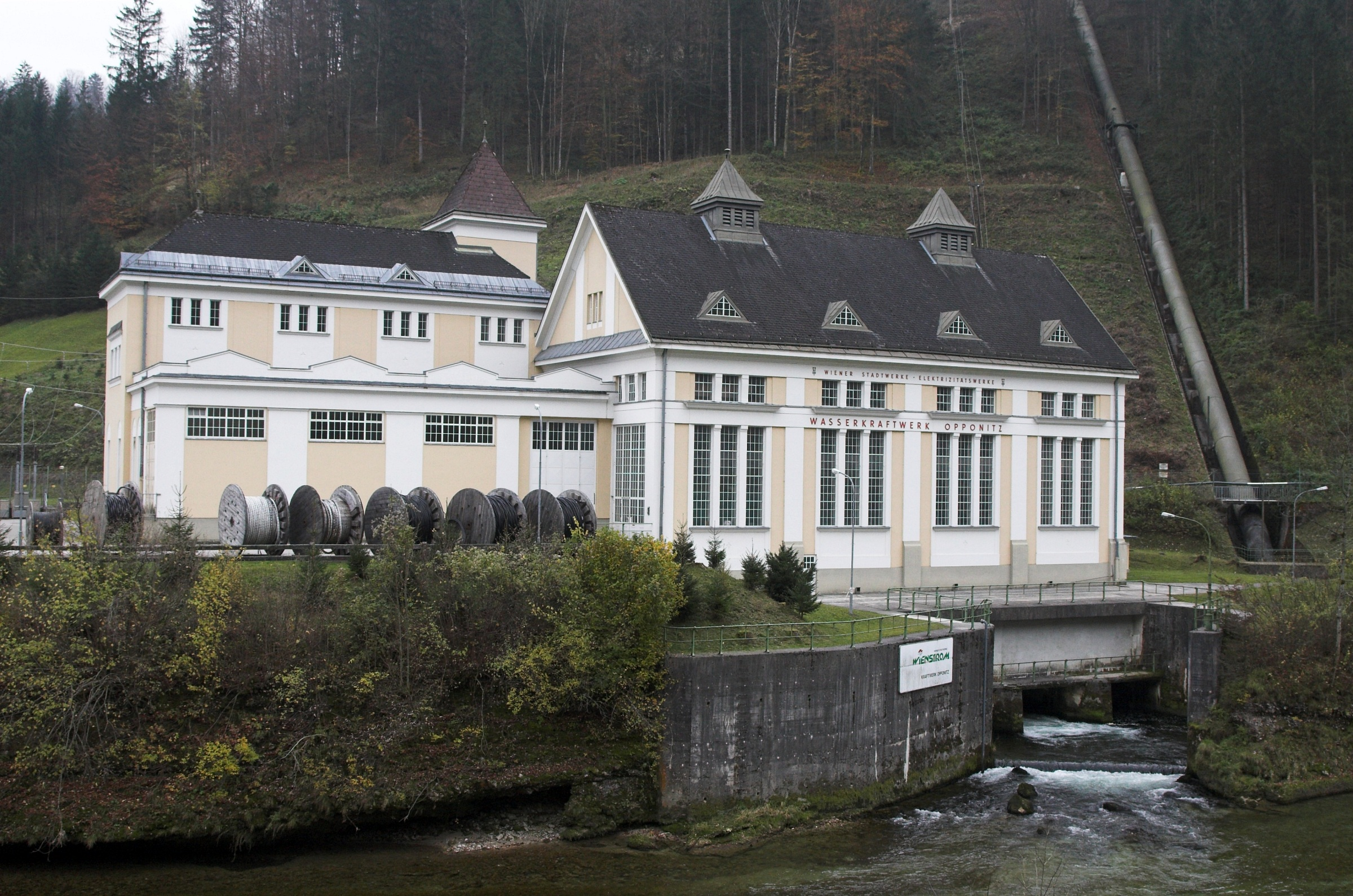
A vízierőmű

Opponitz a tartomány Mostviertel régiójában fekszik az Ybbstali-Alpokban, az Ybbs és az Opponitzbach folyók találkozásánál. Az Eisenwurzen történelmi tájegység része. Területének 72,7%-a erdő, 22,7% áll mezőgazdasági művelés alatt. Az önkormányzat 7 települést egyesít: Graben (76 lakos 2023-ban), Gstadt (52), Hauslehen (451), Ofenberg (33), Schwarzenbach (67), Strubb (42) és Thann (169).
A környező önkormányzatok: északkeletre Ybbsitz, délkeletre	Sankt Georgen am Reith, délnyugatra Hollenstein an der Ybbs, nyugatra Gaflenz, északra Waidhofen an der Ybbs.

## Története
Opponitzot 1256-ban említik először, egy passaui urbáriumban. Neve szláv eredetű. 1267-ben megemlítik templomát. Kőszeg 1532-es, illetve Bécs 1683-as ostromakor a török portyázók kifosztották a falut. Opponitzot 1568-ig csak az Ybbs jobb partján, keskeny ösvényeken lehetett megközelíteni. A hollensteini híd megépítésével könnyebben hozzáférhetővé vált és lakossága is bekapcsolódott a stájerországi vasérc feldolgozásába. Vízhajtotta vashámorok épültek, a vasból kaszákat, sarlókat készítettek. 1805-ben és 1809-ben a franciák szállták meg a falut. A kézműves vasfeldolgozásnak a 19. századi iparosodás vetett véget. 1896-ban megépült a Waidhofen an der Ybbs und Lunz am See közötti Ybbstalbahn, amely Opponitznál az vonal egyetlen, 87 m hosszú alagútján haladt keresztül.
Az első világháborúban 34 opponitzi esett el és 6 eltűnt; a másodikban 42-en haltak meg és 23-an tűntek el.
A Schwarzenbach településrészben 1924-ben készült el az opponitzi vízierőmű, amelyet Bécs városa építtetett. A második világháború után a falu a szovjet megszállási zónába tartozott. Az Ybbstalbahn 2011-ben megszűnt, nyomvonalán 2017 óta kerékpárút halad.

## Lakosság
Az opponitzi önkormányzat területén 2023 januárjában 890 fő élt. A lakosságszám 1934 óta 900-1000 körül mozog. 2020-ban az ittlakók 94,1%-a volt osztrák állampolgár; a külföldiek közül 1% a régi (2004 előtti), 1,5% az új EU-tagállamokból érkezett. 0,8% az egykori Jugoszlávia (Szlovénia és Horvátország nélkül) vagy Törökország, 2,6% egyéb országok polgára volt. 2001-ben a lakosok 96,7%-a római katolikusnak, 1,8% pedig felekezeten kívülinek vallotta magát. Ugyanekkor a lakosok 99%-a német anyanyelvűnek, mondta magát, 1% nem nyilatkozott.
A népesség változása:

| 2016 | 972 |
| 2018 | 947 |

## Látnivalók
- a Szt. Kunigunda-plébániatemplom és a 17. századi katolikus plébánia
- a Hammer am Bach vashámor és múzeum
- a vízierőmű

## Testvértelepülések
- Czernichów (Lengyelország)

## Fordítás
- Ez a szócikk részben vagy egészben  az   Opponitz című német Wikipédia-szócikk ezen változatának fordításán alapul.  Az eredeti cikk szerkesztőit annak laptörténete sorolja fel. Ez a jelzés csupán a megfogalmazás eredetét és a szerzői jogokat jelzi, nem szolgál a cikkben szereplő információk forrásmegjelöléseként.